# Brindabella hegylánc
A Brindabella-hegylánc az Ausztráliai fővárosi terület és Új-Dél-Wales állam határán helyezkedik el. A hegylánc tagjai Canberra nyugati részétől, beleértve a Namadgi Nemzeti Park-ot, egészen az új-dél-walesi Bimberi természetvédelmi terület és a Brindabella Nemzeti Park határáig húzódnak. A Brindabella hegylánc tagjai jól láthatóak a fővárosból és közelségük miatt igen impozáns hátteret kölcsönöznek Canberrának.

## Története

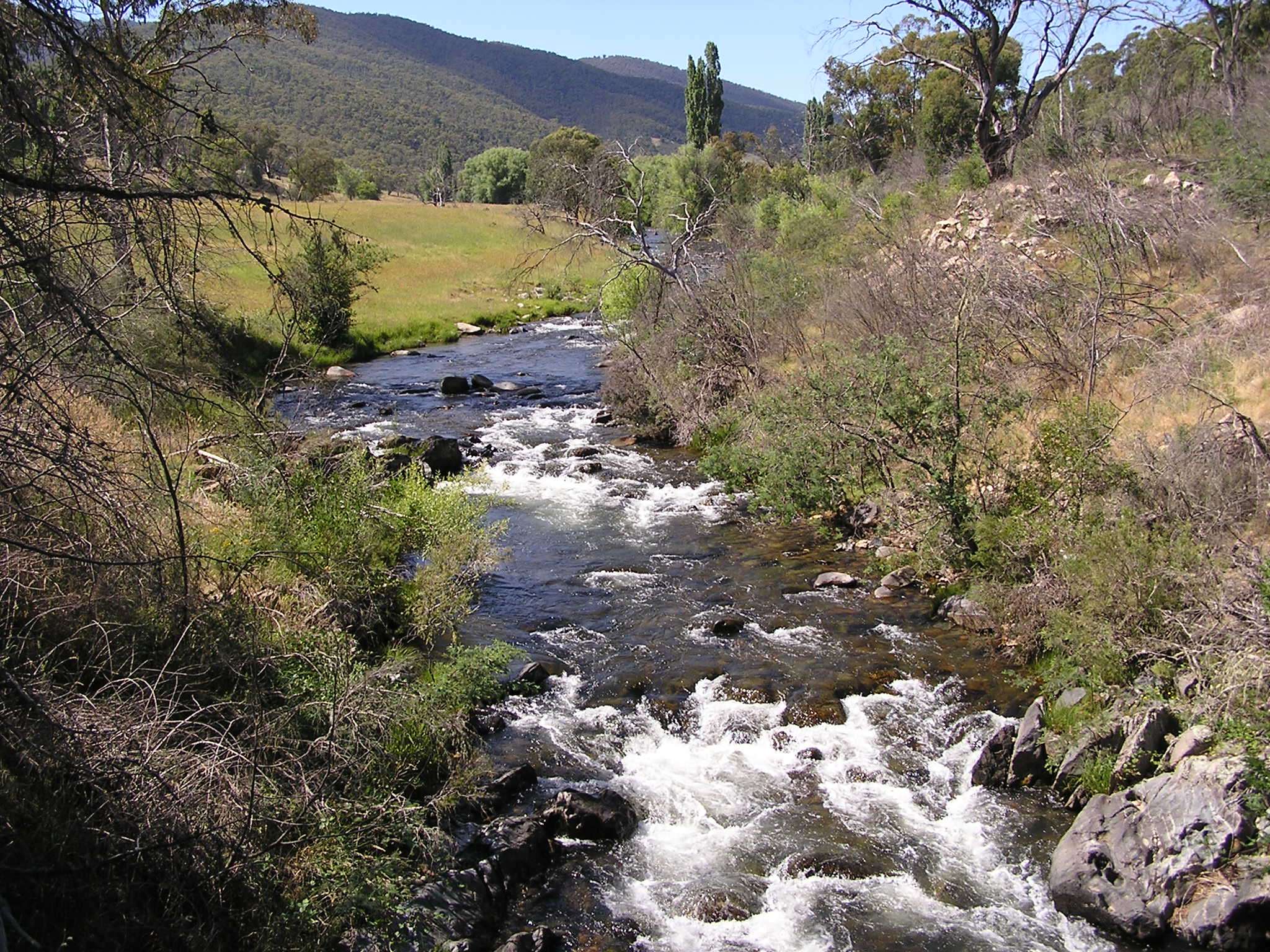
A Goodradigbee folyó a Brindabella-völgyben

A hegylánc elnevezése az ausztrál őslakosok nyelvén nem éppen hízelgő, hiszen a Brindabella az itteniek nyelvén annyit tesz, mint „két kengurupatkány”. Ettől eltekintve, más állítások azt mondják, hogy az itteni szóhasználatban a hegyekből lezúduló patakokra használt „Brindy brindy” kifejezés keveredett az európai bevándorlók által használt „bella vista”, azaz szép látvány kifejezéssel.
A Brindabella Nemzeti Park, amely Új-Dél-Wales és az Ausztráliai fővárosi terület határán fekszik magába foglalja a Namadgi Nemzeti Park-ot és 213,6 km² kiterjedésű.
A hegylánc középső vidékén elterülő Brindaballa-völgy Canberrától 40 kilométerre délnyugatra, Sydneytől 350 kilométernyire fekszik a Snowy Mountains szélén. A völgyön a Goodradigbee folyó folyik keresztül.
Mielőtt az európai telepesek megérkeztek, a területen a ngunnawal, a walgalu és a dijmantan népcsoportok éltek. A területen az első telepesek az 1830-as években jelentek meg. 1860-ban aranyat találtak a vidéken, de azt csak az 1880-as évektől kezdték el bányászni, majd 1887-ben megalakult a Brindaballa Gold Mining Company. Az aranybányászat 1910-ig folytatódott. Azóta a terület leginkább mezőgazdasági hasznosítású.
Az ausztrál író Miles Franklin itt nőtt fel a Brindaballa-völgyben, és ez ösztönözte arra, hogy megírja Gyermekkorom Brindaballában (Childhood in Brindaballa) című önéletrajzi indíttatású könyvét, amely életének a völgyben eltöltött korai szakaszáról szól.

## Havas vidék

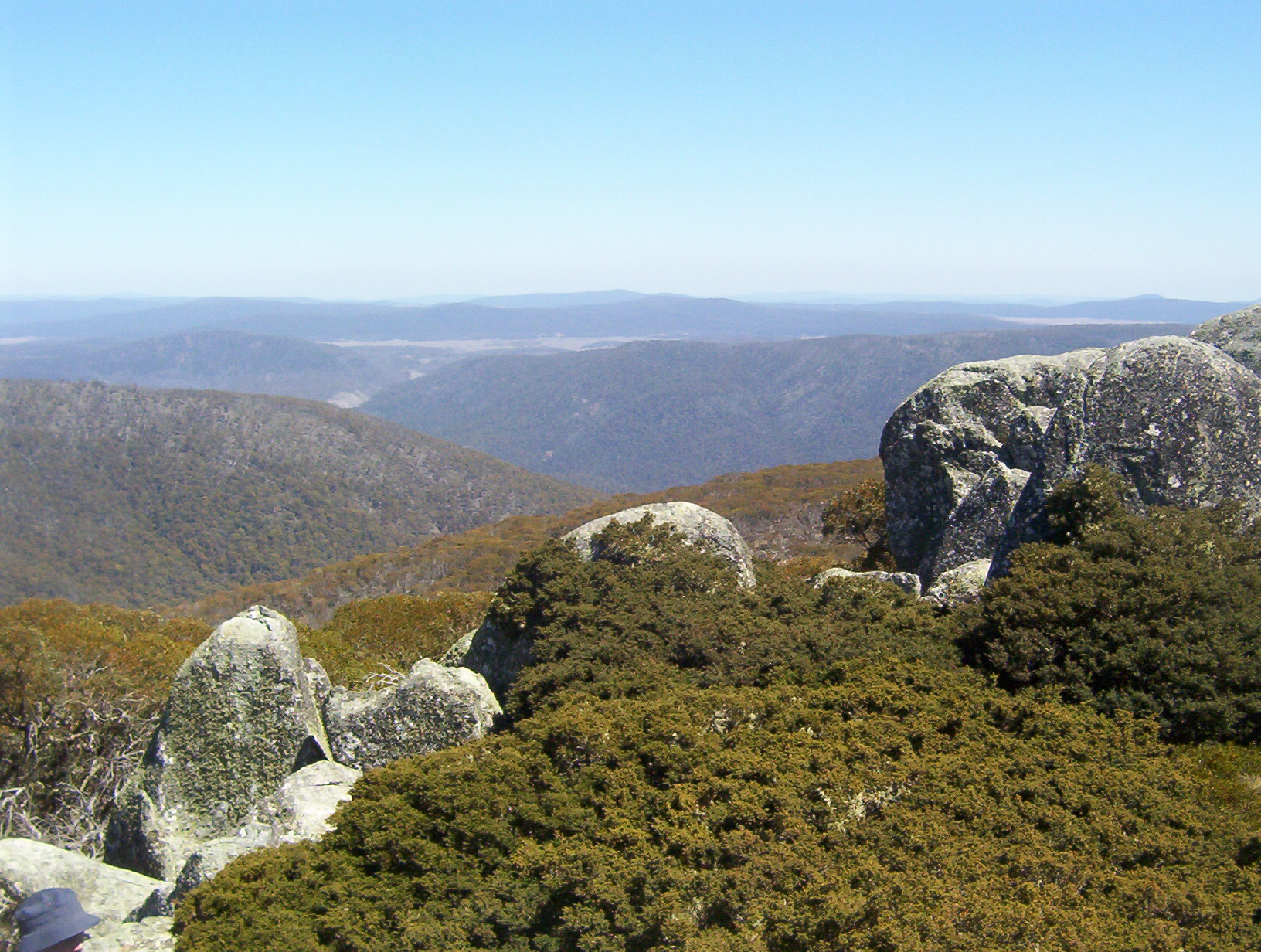
A Mount Ginini látképe

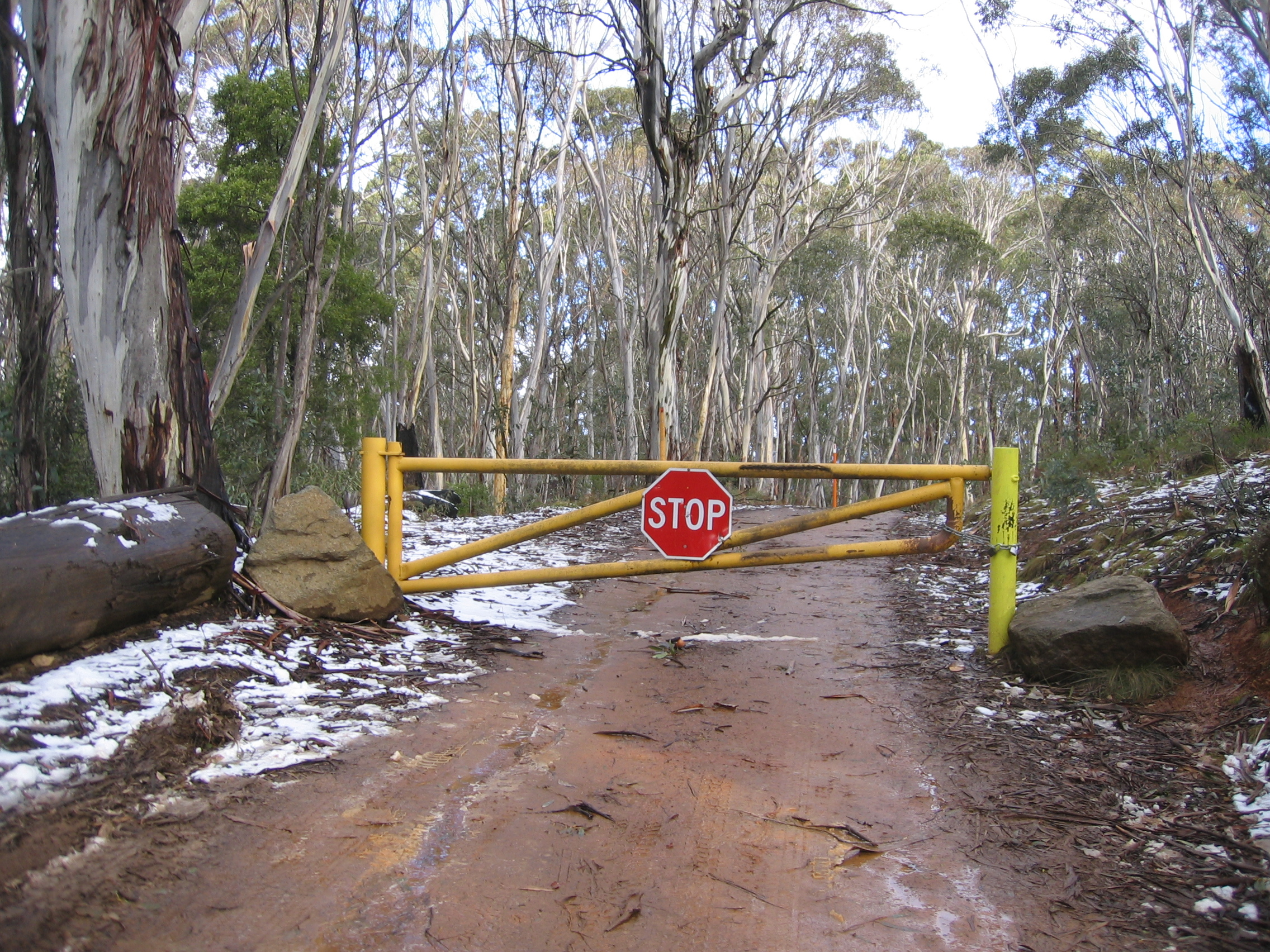
A Mount Franklinre vezető út, melyet a Canberra Alpine Club épített az 1930-as években

Ausztrália legjelentősebb sípályái mind az Ausztrál fővárosi területen fekszenek, a Brindaballa-hegylánc területén, beleértve a Namadgi Nemzeti Parkot, a Brindabella Nemzeti Parkot és a Bimberi természetvédelmi területet is. A fővárosi területen a legmagasabb hegycsúcs a Bimberi-csúcs, amely 1912 méterrel nyúlik a tenger szintje fölé, a Snowy Mountains északi szélein. A Canberra Alpin Club egy pihenőházat létesített a síelők számára 1938-ban a Mount Franklin hegyen. A 2003-as canberrai bozóttüzekig álló épület, amely ekkor megsemmisült, a legutolsó évtizedeiben múzeumként működött. Egy új menedékházat építtetett az Adelaide-i Egyetem, melyet 2008-ban adtak át. Manapság, ha úgy adja a természet, akkor továbbra is lehet a környéken síelni. A Mount Gingerra, ahol szintén vannak sípályák, a legmagasabb hegycsúcs, amelyet az ausztrál fővárosból lehet látni. 1855 méter magas csúcsait gyakran vastag hótakaró fedi.

## Fordítás
Ez a szócikk részben vagy egészben  a   Brindabella Ranges című angol Wikipédia-szócikk ezen változatának fordításán alapul.  Az eredeti cikk szerkesztőit annak laptörténete sorolja fel. Ez a jelzés csupán a megfogalmazás eredetét és a szerzői jogokat jelzi, nem szolgál a cikkben szereplő információk forrásmegjelöléseként.